# 旅篭町 (高松市)
旅篭町（はたごまち、印刷標準字体：旅籠町）は、香川県高松市中心部の町丁。郵便番号は760-0057。住居表示に関する法律に基づく住居表示は実施されていない。

## 地理
高松市役所より0.8km、高松市中心部の都心最南端に位置し、南は市道馬場田町線、西は中央通り、北及び東は街区内に引かれた境界によって区切られている。南北約30m、東西約110mほどしかない極小の町で、事実上旅篭町にあたるのは市道馬場田町線もしくは中央通りに面した建物のみとなっている。中央通りと田町商店街を市道馬場田町線が結んでいる形になるため町内における人の往来は多く、町内はオフィスビルやマンション、駐車場でほぼ占められている。
2010年国勢調査による人口は180人（男92人/女88人）、世帯数は78世帯、面積は4167.882m2、人口密度は4万3187.4人/km2。歴史的変遷の結果、町の面積は極端に狭くなっており、アメリカンフットボールのフィールドの面積（5353m2）よりも狭い。また、そこに数棟のアパートや高層マンションが立地しているため人口密度においても極端な数値を示している。公立小学校・中学校の校区は全域が亀阜小学校・紫雲中学校に属している。
町内における都市計画法に基づく用途地域は全域が商業地域で、容積率は中央通り沿いが600%、それ以外の地域が400%である。
かつて「篭」の字は旁の部分を竜ではなく康煕字典体（印刷標準字体）の龍を使用し「旅籠町」と表記していたが、高松市が定めた現行の表記は「篭」である。

## 歴史
町名の由来は、当地を通る石清尾八幡宮の参道（現・八幡通り）沿いに宿場町が形成されていたことによる。
江戸時代から高松城城下町最南端の一町で、五街道（現・市道丸亀町栗林線）と石清尾八幡宮参道の結節点たる宿場町として発達した。初代高松藩主松平頼重は当町を茶屋町と改称し、飯盛り女を置いて町の東西に設けた大門に門番を詰めさせた。この茶屋町時代の当町は色町として大変賑わったが、周辺の風紀を著しく乱し、藩も取り締まりに手を焼くようになったため承応3年（1654年頃）に色町は廃止され、町名も元の旅篭町に戻された。その後この茶屋町という名称は、旅篭町の別称として1945年（昭和20年）の高松空襲まで用いられ続けた。文化年間頃のものとされる高松城下図屏風によると当町には石清尾八幡宮の鳥居の一つが立ち、町の出入り口には辻番所が設けられ、西部には武家屋敷が描かれている。
1890年（明治23年）2月15日、市制施行による高松市成立に伴い旅篭町は高松市の町丁の一つとなった。1945年（昭和20年）7月4日には高松空襲で町は全焼。空襲で壊滅的な被害を受けた高松市中心部では大部分で土地区画整理事業（戦災復興土地区画整理事業）が施行され、この地区もその第一工区三次区域として区画整理の対象となった。この区画整理によって中央通りが中新町交差点から南へ順延し、石清尾八幡宮参道（市道馬場田町線）が拡幅された。この第一工区三次区域における区画整理事業の完工となる換地処分は1970年（昭和45年）5月19日である。
戦後までは現在よりもさらに西側までを町域に含む東西に細長い両側町であったが、町の中央に中央通りが建設されたことにより町は東西に分断された。さらに1969年（昭和44年）、中央通りによって分断された西側が中央町に編入されたことにより、中央通り東側でわずかに残された旅篭町は非常に面積の狭い町となった。

## 主要施設
- なし - 通常のオフィスビル、マンション、駐車場など